# José Carlos Soares (poeta)
José Carlos Soares (n. 14 de Maio de 1951, Leça da Palmeira) é um poeta português.

## Biografia
Nasceu em 14 de Maio de 1951, na localidade de Areia de Same, na freguesia de Leça da Palmeira, no concelho de Matosinhos.
Destacou-se como escritor, na vertente da poesia, tendo publicado um grande número de obras. Exerce igualmente como professor de filosofia. Os seus trabalhos incluem Os Sulcos Leves, escrito em colaboração com Carlos Marques Queirós, e publicado em Setembro de 1981, Atrito de Gotas, em colaboração com Jorge Velhote, e publicado em Maio de 1982, Polaroid, lançado em Novembro de 1983, Algia, publicado em Dezembro de 1985, Areia de Same, editado em Outubro de 2003, Chão de Vespas, publicado em Maio de 2005, Bátega, lançado em Novembro de 2006, Mais Ninguém, editado em Outubro de 2011, Do Lado de Fora, publicado em Setembro de 2012, O Visitante Paralelo, editado em Setembro do ano seguinte pela editora Língua Morta, e De Passarem Aves, publicado em 2014 pela editora Do Lado Esquerdo. As suas obras também foram recolhidas na antologia Este Perder-se, recolhida por Manuel de Freitas, e lançada em Maio de 2011, e na 20.ª edição da revista literária Telhados de Vidro, editada em Setembro de 2015. Foi igualmente responsável pelo prefácio do livro Morte de uma Estação, da escritora italiana Antonia Pozzi (en), cuja tradução em português foi publicada em 2012.
Nos princípios da década de 2010, fazia parte de um importante conjunto de escritores independentes em Portugal, que publicavam as suas obras através de pequenas e médias editoras. No caso de José Carlos Soares, a casa editora era a Debout Sur l'Oeuf, ligada à Livraria Miguel de Carvalho, em Coimbra. Duas das suas obras fizeram parte das escolhas do crítico literário Luís Miguel Queirós, do jornal Público: o O Visitante Paralelo, em Dezembro de 2013, e De Passarem Aves, em Dezembro do ano seguinte.

## Obras publicadas
Poesia
- Os Sulcos Leves, com Carlos Marques Queirós, Exercício de Dizer, Setembro de 1981;
- Atrito de Gotas, com Jorge Velhote, Exercício de Dizer, Maio de 1982;
- Polaroid, edição do autor, Novembro de 1983;
- Algia, edição do autor, Dezembro de 1985;
- Areia de Same, O Correio dos Navios, Outubro de 2003;
- Chão de Vespas, edição do autor, Maio de 2005;
- Bátega, edição do autor, Novembro de 2006;
- Este Perder-se, antologia por Manuel de Freitas, edição do autor, Maio de 2011;
- Mais Ninguém, Língua Morta, Outubro de 2011;
- Do Lado de Fora, 50Kg, Setembro de 2012;
- O Visitante Paralelo, Língua Morta, Janeiro de 2013;
- Igor Dgah, DSO, Abril de 2014;
- De Passarem Aves, Do Lado Esquerdo, Outubro de 2014;
- Rã, Alambique, Abril de 2015;
- Café Candelabro, com Eduardo Matos, Guardanapo, Janeiro de 2017;
- Camel Blue, Averno, Julho de 2018;
- Sottovoce, DSO, Agosto de 2019.
- Medição dos Arvoredos, Alambique, Primavera de 2022.